# Чербаја (Фиренца)
Чербаја је насеље у Италији у округу Фиренца, региону Тоскана.
Према процени из 2011. у насељу је живело 1606 становника. Насеље се налази на надморској висини од 85 м.